# Deutsche Physik

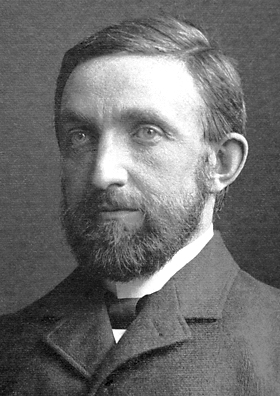
Philipp von Lenard

Deutsche Physik (alemão: [dɔʏtʃə fyziːk] , lit. "Física Alemã") ou Física Ariana (alemão: Arische Physik) foi um movimento nacionalista na comunidade física alemã no início dos anos 1930 que teve o apoio de muitos físicos eminentes na Alemanha. O termo foi tirado do título de um livro de física de quatro volumes do Prêmio Nobel Philipp Lenard na década de 1930.
A Deutsche Physik se opunha ao trabalho de Albert Einstein e de outros físicos modernos de base teórica, que eram depreciativamente rotulados de "física judaica" (alemão: Jüdische Physik).